# Wish (manga)
Wish (jap. ウィッシュ Uisshu) – shōjo-manga stworzona przez grupę Clamp. Została wydana przez Kadokawa Shoten. W Polsce manga została w całości wydana przez wydawnictwo Japonica Polonica Fantastica. Z powodu pewnych kwestii fabularnych często jest klasyfikowana jako shōnen-ai.

## Fabuła
Historia skupia się na życiu anioła Kohaku i doktora Shuichiro Kudo, który jest zwykłym śmiertelnikiem. Pewnego dnia, gdy Shuichiro wracał z pracy do domu, na pobliskim drzewie zauważył małego Kohaku, atakowanego przez kruka. Odgania napastnika i pomaga Kohaku zejść z drzewa. W podzięce Kohaku oferuje spełnienie każdego życzenia Shuichiro. Jednakże wybawca anioła jest zadowolony z tego co ma (przyzwoity dom, pieniądze, uroda i praca), więc nie chce niczego więcej. Pomimo tego, honorowy Kohaku zobowiązuje się do spełnienia jego życzenia za wszelką cenę, więc zostaje z nim.
Późniejsza historia opiera się na rozwoju ich wzajemnych relacji, wliczając w to niesioną pomoc lub próby powstrzymania innego anioła/demona/śmiertelnego, którego później napotkają.

## Manga
Kolejne rozdziały mangi były publikowane w magazynie Asuka Comics DX wydawnictwa Kadokawa Shoten.
| Nr | Język japoński  | Język japoński         | Język polski  | Język polski       |
| Nr | Data wydania    | ISBN                   | Data wydania  | ISBN               |
| -- | --------------- | ---------------------- | ------------- | ------------------ |
| 1  | 30 maja 1996    | ISBN 978-40-4852-684-5 | grudzień 2004 | ISBN 83-89505-75-4 |
| 2  | 6 stycznia 1997 | ISBN 978-40-4852-771-2 | luty 2005     | ISBN 83-89505-76-2 |
| 3  | 1 września 1997 | ISBN 978-40-4852-859-7 | kwiecień 2005 | ISBN 83-89505-77-0 |
| 4  | 30 lipca 1998   | ISBN 978-40-4852-948-8 | lipiec 2005   | ISBN 83-89505-78-9 |

## Postacie
Pomimo że anioły w Wish z wyglądu przypominają w większości postaci żeńskie, są one bezpłciowe. W japońskim języku, w którym oryginalnie powstała manga, anioły i demony mówią o sobie używając specyficznych zaimków, które odnoszą się do jednej lub drugiej płci.
- Kohaku: anioł, który raczej przypadkowo spadł na ziemski padół w poszukiwaniu innego anioła o imieniu Hisui. Kiedy ugrzązł na drzewie został uratowany przez Shuichirou. W efekcie postanowił spełnić jego dowolne życzenie, ale miły wybawca jest zadowolony ze swojego życia pod każdym względem. Postanawia pozostać z nim w nadziei, że kiedyś trafi się szansa odwdzięczenia się mu (wpakowując się później w inne różne problemy). Ponieważ jest dopiero aniołem-praktykantem, Kohaku potrafi przybrać swoją dużą formę tylko podczas dnia – w nocy kurczy się i jest malutki. Jako anioł nie może jeść nic, co pochodzi bezpośrednio od żywego organizmu (jak mięso, warzywa, chleb) z małym wyjątkiem, jakim jest mleko i okazjonalnie miód.
- Shuichiro Kudo: młody lekarz, który uratował Kohaku pomagając mu zejść z drzewa, na którym utkwił. Dzięki temu uratowany obiecuje spełnić jego dowolne życzenie, jednak on jest ze wszystkiego zadowolony. Shuichiro jest generalnie uprzejmy i godny zaufania, ale jest typem samotnika. Szybko jednak zaprzyjaźnia się z Kohaku i całą gromadką innych nowo przybyłych lokatorów.
- Hisui: jest jednym z czterech Archaniołów żywiołów (ognia, wody, ziemi i wiatru), jego żywiołem jest wiatr. Kohaku przybywa na ziemię w jego poszukiwaniu po tym, jak zniknął po spotkaniu na moście pomiędzy Niebem a Piekłem.
- Kouryuu: jest diabłem o randze porównywalnej do rangi Kohaku – może zachować swoją pełną formę tylko w nocy, a w dzień maleje. Postawa Koryu wobec Kohaku jest trochę tajemnicza, na zmianę pomaga i przeszkadza mu. Jedną z jego ulubionych rozrywek było uprzykrzanie życia Kohaku i czerpanie radości z jego smutku.
- Kokuyo: jedyny syn Lucyfera, który spotkał się z Hisui na moście pomiędzy Niebem i Piekłem.
- Ruri i Hari: bliźniacze kocie demony, które służą Kouryuu. Mogą się zmienić w zwyczajne domowe burasy i wypełniają rozkazy swojego pana, jak przynoszenie różnych rzeczy czy dusz. W głębi serca uwielbiają buziaki dawane im przez Kouryuu. Można je odróżnić tylko po dodatkach jakie noszą.
- Touki: niebiański Archanioł wody. Głównie przez bezemocjonalny wyraz twarzy zyskał reputację nieczułego. Po raz pierwszy się pojawia, gdy schodzi na ziemię by odnaleźć tajemniczo zaginionego Pana Królićka. Jest bardzo dumny z Kohaku i opiekuje się nim na swój cichy sposób.
- Ranshou: niebiański Archanioł ziemi. Najbardziej „wyluzowany” Anioł w całym Niebie, pomimo pozycji jaką ma. Uwielbia zaczepiać Kohaku.
- Ryuuki: niebiański Archanioł ognia. Jest bardzo porywczy i robi coś zanim pomyśli. Podkochuje się w Hisui.
- Usagi (polska wersja Pan Królićek): to mały, biały króliczek ze skrzydełkami, który pełni bardzo ważną rolę – dostarcza wiadomości od Boga. Jeśli cię odwiedzi, oznacza to, że masz wiadomość od samego Boga. Wiadomości, jakie dostarcza, wyglądają jak kwiatki, które znikają i automatycznie odtwarzają się w umyśle adresata.
- Sango/Shinju: kot zaprzyjaźniony z Kohaku.

## Ciekawostki
Większość bohaterów tej mangi posiada imiona pochodzące od nazw japońskich minerałów:
- Kohaku – bursztyn
- Hisui – jadeit
- Koryu – czerwony granat
- Kokuyo – obsydian
- Ranshou – kwarc niebieski
- Ryuuki – lazuryt
- Sango – koralowiec
- Shinju – perła
- Ruri – niebieskie szkło
- Hari – szkło

## Crossover
Do grudnia 2006 Wish byłą jedyną mangą grupy Clamp, która nie posiada nawiązań ani w Tsubasa Reservoir Chronicle, ani w ×××HOLiC. Bohaterowie tej serii pojawiają się za to w jednym z nowszych dzieł tej grupy rysowniczek – Kobato..